# Фамілія (партія)
Фамілія — назва політичного угрупування в Речі Посполитій середини XVIII століття, лідерами якої виступали магнати з родів Чорторийських і Понятовських. Родичі та прихильники Чорторийських взяли курс на обережні політичні перетворення, заохочували Шимона Конарського та інших речників змін.
Керівником угруповання був канцлер великий литовський Міхал Фридерик Чорторийський. Впливовими членами «Фамілії» в ранній період були: руський воєвода Август Александер Чарторийський, генеральний староста подільських земель Адам Казимир Чарторийський, коронний підкоморій Казімеж Понятовський, австрійський генерал Анджей Понятовський, Міхал Єжи Понятовський, Станіслав Понятовський, Михайло Казимир Огінський, великий гетьман литовський Михайло Юзеф Масальський, єпископ віленський Ігнатій Якуб Масальський, воєвода поморський Павло Міхал Мостовський, великий литовський підскарбій Єжи Детльоф Флеммінг, воєвода Анджей Замойський, Станіслав Любомирський, єпископ плоцький Єронім Шептицький і єпископ куявський Антоній Казимир Островський.